# المخطط الزمني لجائحة كوفيد-19 في اليابان

## مايو
في الأول من مايو، بدأت المدن والقرى بتوزيع دفعة مالية بقيمة 100000 ين على السكان. ومن المتوقع أن تحذو البلديات الأكبر حذوها في غضون الشهرين المقبلين.
في 3 مايو، في الحدث الذي عقده المؤتمر الياباني، أعلن رئيس الوزراء آبي عبر شريط فيديو أنه يعتزم مراجعة دستور السلام الياباني من أجل التعامل مع المرض المعدي الحاد. حول هذا الموضوع، أكد زعيم الحزب الدستوري الديمقراطي يوكيو إيدانو أن اليابان لديها القانون الأساسي لإدارة الكوارث الذي يقيد أيضًا الحقوق الخاصة خلال وقت الطوارئ ويسمح للسلطات بتنفيذ التدابير الأساسية، قائلًا إنه يمكن تطبيق القانون عبر الجهود المبذولة لاحتواء فيروس كورونا.
في 4 مايو، قررت الحكومة اليابانية تمديد حالة الطوارئ على مستوى البلاد التي فُرضت في أبريل حتى نهاية مايو. قال رئيس الوزراء إن عدد الإصابات الجديدة انخفض في الأيام الأخيرة، لكن ليس بما يكفي لرفع حالة الطوارئ. حثت الحكومة اليابانية مواطنيها في اليابان على تبني أسلوب حياة جديد من أجل معركة طويلة الأمد ضد فيروس كورونا، حتى بعد أن بدأ المجتمع في العودة إلى حالته الطبيعية. ذكر رئيس الوزراء أن الحكومة ستعيد تقييم الوضع بعد اجتماع مع أعضاء لجنة الخبراء التابعة لها في 14 مايو.
اعتبارًا من 6 مايو، قبل أن يعلن الحاكم هيروفومي يوشيمورا عن معاييره الخاصة لمحافظة أوساكا، والتي تحمل اسم نموذج أوساكا، أعرب عن رغبته في أن تصف الحكومة اليابانية بوضوح متطلبات رفع حالة الطوارئ. لاحقًا، قال الوزير نيشيمورا إن التعليقات كانت مربكة إلى حد ما وأنه سيضع المعايير لاحقًا. غيّر يوشيمورا اللهجة النقدية للتصريحات واعتذر للوزير نيشيمورا، عبر تغريدة له على تويتر.
في 7 مايو، أُعيد فتح المدارس في محافظات أوموري وتوتوري المتأثرة بشكل خفيف بعد إغلاقها عقب إعلان الطوارئ على مستوى البلاد.
في 8 مايو، خففت وزارة الصحة اليابانية يوم الجمعة من مبادئها التوجيهية لإجراء اختبارات فيروس كورونا للأشخاص الذين ظهرت عليهم أعراض العدوى، وألغت قاعدة الحمى التي انتُقدت بسبب حرمانها العديد من المرضى المحتملين من إجراء الاختبارات. في مؤتمره الصحفي في 8 مايو، أوضح وزير الصحة كاتسونوبو كاتو إصدار توجيهات مختلفة لحكومات المقاطعات حول الإرشادات بعد شكاوى حول صعوبة تلقي اختبار تفاعل البوليميراز المتسلسل.
سجلت منطقة توهوكو أول حالة وفاة أُبلغ عنها بسبب الفيروس في 9 مايو بعد وفاة رجل في الثمانينيات من عمره من محافظة مياغي.
في 9 مايو، قال وزير السياسة الاقتصادية والمالية ياسوتوشي نيشيمورا إن الحكومة قد ترفع حالة الطوارئ عن بعض المحافظات قريبًا. لاحقًا في 10 مايو، أشار وزير الصحة والعمل والرفاهية كاتو كاتسونوبو إلى صرف إعانات التوظيف للشركات التي لا تطرد موظفيها على الرغم من انخفاض المبيعات.
في 11 مايو، أعلنت وزارة الصحة والعمل والرعاية الاجتماعية اليابانية عن خطط للموافقة على مجموعة أدوات اختبار مستضد كوفيد-19 التي تنتج نتائج أسرع من الاختبار الحالي. في نفس اليوم، كشفت يوريكو كويكي أن هناك خطأ في إحصاء العدوى المؤكدة مما أدى إلى أرقام غير دقيقة، إذ كانت هناك أرقام متداخلة جُمعت خلال الأعمال الورقية.
في 14 مايو، أعلن مسؤول الحكومة اليابانية ورئيس الوزراء شينزو آبي أنهم قرروا تعليق حالة الطوارئ في 39 محافظة، باستثناء 4 محافظات في كانتو، و3 محافظات في كينكي، وهوكايدو، والتي يخشى انهيار النظام الطبي. في المؤتمر الصحفي، حث رئيس الوزراء آبي على توخي الحذر حتى لو رُفعت حالة الطوارئ، مستشهدًا بأمثلة من كوريا الجنوبية وألمانيا وسنغافورة كأهداف للمقارنة. كان ذلك في اليوم التالي لانتشار الأخبار على نطاق واسع عن وفاة مصارع سومو في العشرينيات من عمره بعد إصابته بعدوى فيروسية لمدة شهر.
في 18 مايو، أُبلغ رسميًا حول السوق العالمية أن الاقتصاد الياباني يدخل في حالة ركود مع توقع أسوأ بكثير من فيروس كورونا لأول مرة منذ عام 2015.
في 21 مايو، رُفعت حالة الطوارئ في 3 محافظات في منطقة كينكي، ما أدى إلى خروج ما مجموعه 42 من أصل 47 محافظة من حالة الطوارئ.
في 24 مايو، أعلنت محافظة فوكوكا أربع حالات مؤكدة، بما في ذلك حالة نكس إيجابية مؤكدة في مدينة فوكوكا، وثلاث حالات في مدينة كيتاكيوشو.
في 25 مايو، أعلن رئيس الوزراء شينزو آبي أن رفع إعلان الطوارئ الحكومي عن المحافظات الخمس لا يزال ساريًا.
في 28 مايو، وافق آبي وحكومته على حزمة إغاثة بقيمة 117.1 تريليون ين، والغرض من الحزمة هو توفير الإعانة المالية للشركات والأفراد الذين يعانون من تأثير الفيروس.
في 28 مايو، ارتفع عدد المصابين في كيتاكيوشو إلى 22 شخصًا في الأيام الخمسة الماضية، وطريقة إصابة 17 منهم غير معروفة.
في 30 مايو، في مدينة كيتاكيوشو، تأكدت إصابة 69 شخصًا بالعدوى في 7 أيام من 23 إلى 29 من الشهر الجاري، وطريقة إصابة 27 منهم غير معروفة.
اعتبارًا من 31 مايو، أعلن كيتاكيوشو إغلاق المرافق العامة حول المدينة بهدف منع الانتشار السريع للمرض.
في 31 مايو، أكد مسؤولو المدينة أن اثني عشر شخصًا، من بينهم ستة من أطفال المدارس الابتدائية والإعدادية، أُثبتت إصابتهم بالفيروس في هذه المدينة الواقعة جنوب غرب اليابان إذ تستمر العدوى في الانتشار.

## يونيو
في 2 يونيو، أصدر حاكم طوكيو يوريكو كويكي تحذيرًا يوم الثلاثاء وسط مؤشرات على عودة ظهور عدوى فيروس كورونا، إذ أُبلغ عن 34 حالة جديدة في العاصمة اليابانية.
في 5 يونيو، قالت شركتا الإلكترونيات اليابانية العملاقة هيتاشي المحدودة وشركة توشيبا أنهما ستنشئان معًا شركة مع فوجيريبيو لإنتاج مجموعات اختبار مستضد لفيروس كورونا.
اعتبارًا من 6 يونيو، قال وزير تنشيط الاقتصاد الياباني ياسوتوشي نيشيمورا إنه سيجري محادثات مع حاكم طوكيو يوريكو كويكي يوم الأحد لمناقشة كيفية الحد من العدوى المتزايدة في طوكيو مع منع انتشار الفيروس بين الشباب.
اعتبارًا من 8 يونيو، أفادت التقارير أن الأمين العام توشيهيرو نيكاي، الذي كان على اتصال مع السيناتور كيشيدا، على اتصال بالسكرتير السابق إيشيبا، وذلك بهدف إعادة إنشاء نظام الحزب الليبرالي الديمقراطي.
في 9 يونيو، عبّر بعض الخبراء عن احتمال انتشار وباء شديد في اليابان قبل نهاية يونيو.
في 10 يونيو، قال منظمو أولمبياد طوكيو المؤجلة يوم الأربعاء إنهم اتفقوا مع اللجنة الأولمبية الدولية على عقد ألعاب مبسطة خلال الصيف المقبل لضمان السلامة من فيروس كورونا وتقليل الخسائر المالية الناتجة عن التأخير لمدة عام واحد.
اعتبارًا من 11 يونيو، رفعت حكومة العاصمة طوكيو يوم الخميس تحذيرها بشأن الزيادة المحتملة في عدد الإصابات بفيروس كورونا في العاصمة، مقتربة خطوة أقرب إلى الاستئناف الكامل للأنشطة الاقتصادية والاجتماعية في العاصمة.
في 12 يونيو، أكدت اللجنة المنظمة لأولمبياد طوكيو وأولمبياد المعاقين يوم الجمعة أنها لم تتوصل بعد إلى اتفاقيات لاستخدام حوالي 20% من أماكن الألعاب المؤجلة العام المقبل.
اعتبارًا من 12 يونيو، أبلغت السلطات الصحية اليابانية عن 61 حالة إصابة جديدة بفيروس كورونا وثلاث حالات وفاة. في غضون ذلك، قالت شركة الأدوية اليابانية دايتشي سانكيو يوم الجمعة إنها تهدف إلى بدء دراسة سريرية للقاح جيني لفيروس كورونا الجديد في حوالي مارس 2021.
اعتبارًا من 12 يونيو، أكدت السلطات اليابانية أنها خففت القيود المفروضة على العودة إلى اليابان بسبب الأعذار الإنسانية مثل استدعاء المحكمة والعلاج السريري والزيارات العائلية.
اعتبارًا من 13 يونيو، بدأت الحياة الليلية في طوكيو في الانتعاش، إذ رفعت حكومة العاصمة مجموعة أخرى من القيود. ستفتح الأماكن التي أُغلقت منذ أوائل أبريل بناءً على طلب الحكومة بسبب فيروس كورونا مرة أخرى.
اعتبارًا من 14 يونيو، اتفق الوزير الياباني المسؤول عن استجابة الأمة لفيروس كورونا وحاكم طوكيو على التعاون بشأن تدابير للحد من الاتجاه المتزايد للعدوى بفيروس كورونا في أحياء الحياة الليلية بالعاصمة. التقى نيشيمورا ياسوتوشي وحاكم طوكيو كويكي يوريكو يوم الأحد. وانضم يوشيزومي كينيتشي عمدة حي شينجوكو في طوكيو إلى الاجتماع.
في 15 يونيو، أُبلغ عن 72 حالة إصابة جديدة على الأقل بفيروس كورونا في 15 يومًا في اليابان.
حتى 17 يونيو، استقبلت اليابان ما يقدر بـ 1700 مسافر أجنبي في مايو، وهو أدنى مستوى على الإطلاق للشهر الثاني على التوالي، وسط جائحة فيروس كورونا، مثلما أظهرت بيانات حكومية، وهو ثامن تراجع شهري على التوالي، إذ فُرضت قيود السفر عالميًا وسط انتشار الفيروس، بحسب البيانات الأولية. إضافة إلى ذلك، سجلت الصادرات والواردات اليابانية في مايو أكبر انخفاض على أساس سنوي منذ أكثر من 10 سنوات، ما يعكس ضعف الطلب الخارجي. بلغ عجز تجارة السلع في مايو 833.39 مليار ين.
في 18 يونيو، ذكرت محطات ووكالات إعلامية عبر الإنترنت تأكيد 41 حالة مع 22 حالة غير معروفة في طوكيو، و70 شخصًا في اليابان، بما في ذلك حالة وفاة واحدة في هوكايدو وفوكوكا.
في 19 يونيو، بدأ دوري البيسبول الياباني، وفي منتصف اليوم، روجت إحدى الشركات اليابانية لبيع الملابس بالتجزئة لقناع الوجه، ما أدى إلى استعراض المستهلكين الذين يحاولون شراء المنتج.
اعتبارًا من 21 يونيو، أُثبتت إصابة 56 شخصًا جديدًا بفيروس كورونا الجديد. 35 منهم في طوكيو، تجاوز عدد المصابين 30 لمدة 4 أيام متتالية. علاوة على ذلك، في محافظة أوساكا، تأكدت إصابة ثلاثة ذكور وإناث في العشرينيات والثلاثينيات من العمر.
اعتبارًا من 24 يونيو، كُشف عن 55 حالة إصابة جديدة بفيروس كورونا في طوكيو. وكان الرقم الأعلى بعد إعلان الحكومة حالة الطوارئ. وفقًا لحكومة مدينة طوكيو، سيكون عدد الإصابات الجديدة يوميًا 50 أو أكثر لأول مرة خلال شهر ونصف منذ 5 مايو (57) خلال فترة العطلة الطويلة. كان إجمالي عدد المصابين في طوكيو 5895. يقال إن حوالي 20 من الأشخاص المصابين قد خضعوا لفحص جماعي أجرته مدينة شينغوكو في المطاعم والأماكن الأخرى، وحالات تأكدت فيها العدوى داخل نفس وكالة التوظيف.